# Bugatti Tourbillon
Bugatti Tourbillon – hybrydowy hipersamochód, który będzie produkowany pod francuską marką Bugatti od 2026 roku.

## Historia i opis modelu

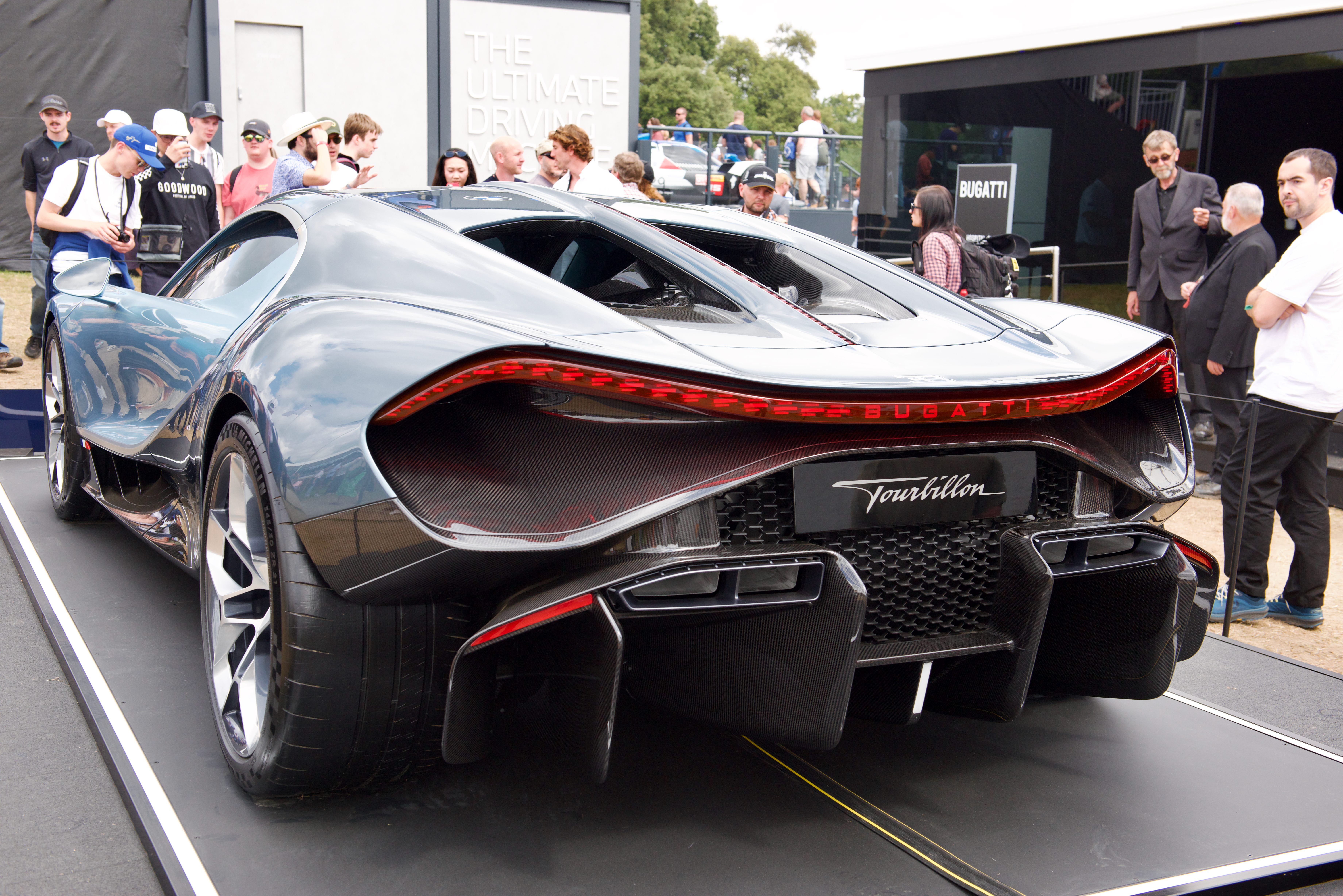
Bugatti Tourbillon - tył

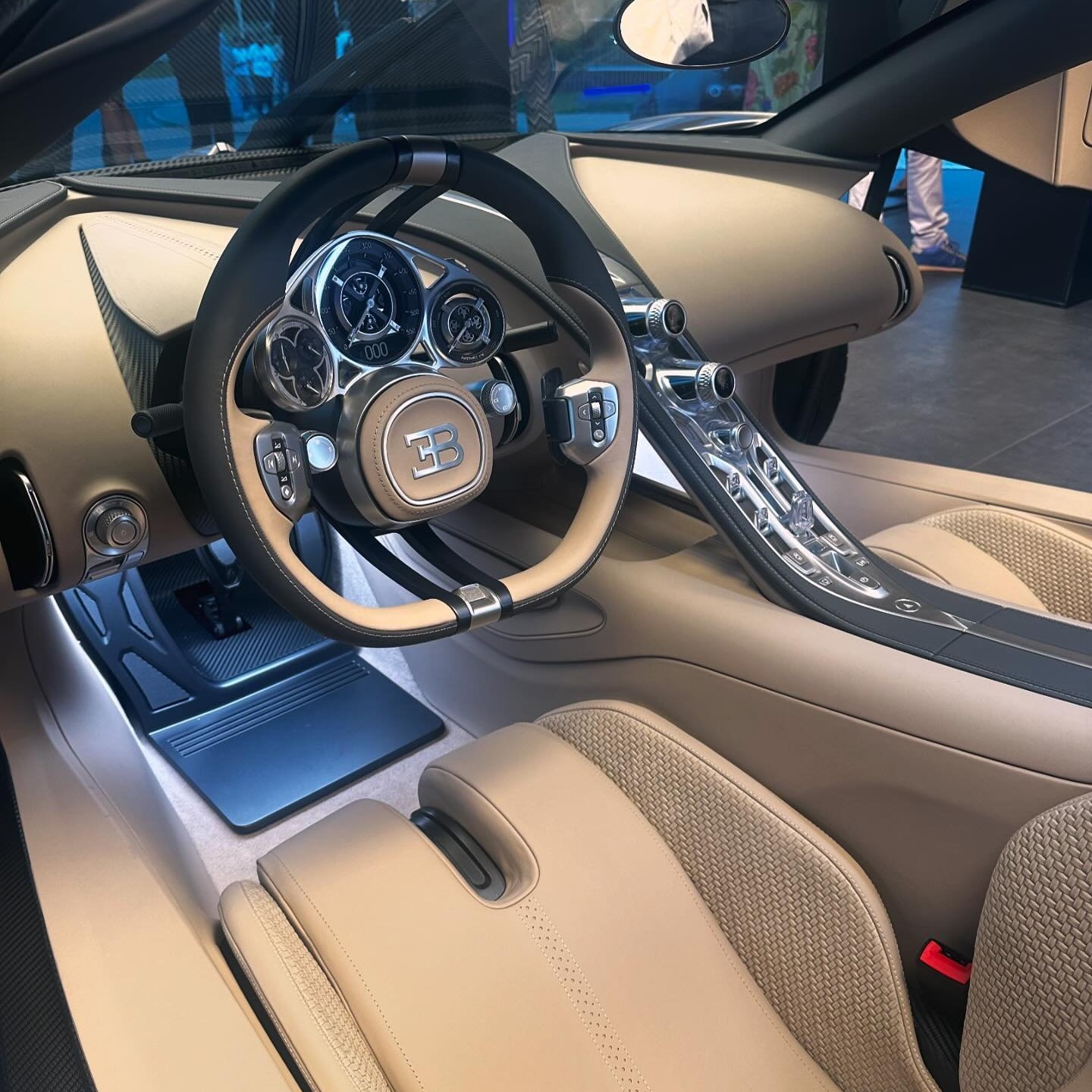
Bugatti Tourbillon - kokpit

W czerwcu 2024 Bugatti zaprezentowało nowy model zastępujący obecnego na ryku przez dotychczasowe 8 lat Chirona. Tourbillon powstał od podstaw jako zupełnie nowa konstrukcja, nie dzieląc żadnych komponentów z poprzednikiem. Jednocześnie, stylistyka autorstwa Franka Heyla w obszernym zakresie nawiązuje zarówno do dotychczasowych rozwiązań, na czele z charakterystycznym układem reflektorów, grilla i łukiem za drzwiami, jak i historycznych modeli dawnego Bugatti z pierwszej połowy XX wieku. Dwubarwne nadwozie zyskało tym razem bardziej wysunięty przód oraz poprzeczkę przedzielającą przednią szybę, z kolei tylną część nadwozia zwieńczył rozbudowany dyfuzor zwiększający docisk oraz oświetlenie poprowadzone wzdłuż krawędzi wlotu powietrza. Aktywne, chowane skrzydło może pełnić funkcję hamulca aerodynamicznego, z kolei uchylane do góry drzwi wyposażono w system elektrycznego sterowania.
Bugatti Tourbillon powstało na bazie monokoku wykonanego z karbonowego kompozytu, przy czym zarówno przednia, jak i tylna rama zostały wykonane ze wzmocnionego aluminium wspartego elementami wykonanymi w technologii druku 3D. Kabina pasażerska utrzymana została we wzornictwie bogatym w liczne ręcznie wykonane detale o połyskującej strukturze aluminiowej. Nietypowe koło kierownicy zyskało nieruchomą środkową część, z ruchomym wieńcem. Na piaście osadzono rozbudowane, trzyczęściowe zegary wykonane we współpracy ze szwajcarskimi producentami zegarków, ważąc mniej niż 700 gramów i składając się z 600 elementów. Wąska, poprowadzona ku górze konsola centralna została wykończona przełącznikami pozwalającymi m.in. na wybór trybu jazdy czy zmiany w geometrii zawieszenia.

### Sprzedaż
Choć premiera Tourbillona miała miejsce w połowie 2024 roku, tak początek seryjnej produkcji hipersamochodu we francuskiej manufakturze Atelier Bugatti w Molsheim wyznaczono na 2026 rok. Łączną wielkość produkcji ograniczono łącznie do 250 egzemplarzy, a cena za sztukę została określona na minimum 3,8 miliona euro.

### Dane techniczne
Tourbillon jest pierwszym w historii Bugatti samochodem ze spalinowo-elektrycznym napędem hybrydowym typu plug-in. Dotychczasowy silnik W16 konstrukcji Volkswagena zastąpiła 1000-konna, wolnossąca jednostka typu V16, którą opracowała brytyjska firma Cosworth. Połączono ją z zespołem 3 silników elektrycznych o mocy po 335 KM, a także baterią o pojemności 25 kWh pozwalającą na poruszanie się w trybie elektrycznym do 60 kilometrów. Łączna moc Bugatti Tourbillona wyniosła 1800 KM, we współpracy z 8-stopniową dwusprzęgłową automatyczną skrzynią biegów osiądając 100 km/h w 2 sekundy i rozpędzając się do 445 km/h. Głównym konstruktorem pracującym nad układem napędowym Tourbillona był Mate Rimac. 